# Espacio marino de Anaga
Espacio marino de Anaga este o arie protejată (arie de protecție specială avifaunistică — SPA) din Spania întinsă pe o suprafață de 773,3 ha, integral marine.

## Localizare
Centrul sitului Espacio marino de Anaga este situat la coordonatele 28°36′01″N 16°08′59″W / 28.6004°N 16.1498°V.

## Înființare
Situl Espacio marino de Anaga a fost declarat arie de protecție specială avifaunistică în iulie 2014 pentru a proteja 7 specii de animale.

## Biodiversitate
Situată în ecoregiunile  și marină macaroneziană, aria protejată nu include niciun habitat protejat.
La baza desemnării sitului se află mai multe specii protejate de  păsări (7): Bulweria bulwerii, Calonectris diomedea, Hydrobates castro, Puffinus assimilis, Puffinus puffinus, chiră de baltă (Sterna hirundo), chiră de mare (Thalasseus sandvicensis).
Pe lângă speciile protejate, pe teritoriul sitului au mai fost identificate 2 specii de păsări.